# Lawrence Weiskrantz
Lawrence Weiskrantz (* 28. März 1926; † 27. Januar 2018) war ein britischer Psychologe.
Lawrence Weiskrantz erwarb 1950 den Grad B.Sc. in Oxford und 1953 den Ph.D. an der Harvard University. Er lehrte 11 Jahre an der Cambridge University und war von 1967 bis 1993 Professor für Psychologie am Magdalen College der University of Oxford. Er war Professor Emeritus der Baylor University in Waco, Texas. Weiskrantz war vor allem für seine Entdeckung des Blindsehens (Blindsight, siehe Rindenblindheit) bekannt.
Im Jahr 1980 wurde er zum Fellow of the Royal Society gewählt. Er war Mitglied der National Academy of Sciences der Vereinigten Staaten und der Academia Europaea (1990).

## Schriften
- Analysis of Behavioural Change. 1967
- The Neuropsychology of Cognitive Function. 1982
- Animal Intelligence. 1985
- Blindsight. 1986
- Thought Without Language. 1988
- Blindsight revisited. Current opinion in neurobiology, 6(2), 215-220. 1996.
- Consciousness Lost and Found. 1997